# Deutschland Tour 2005
| Endstand nach der 9. Etappe | Endstand nach der 9. Etappe | Endstand nach der 9. Etappe |
| --------------------------- | --------------------------- | --------------------------- |
| Sieger                      | Levi Leipheimer             | 37:24:25 h (40,893 km/h)    |
| Zweiter                     | Jan Ullrich                 | + 0:31 min                  |
| Dritter                     | Georg Totschnig             | + 1:23 min                  |
| Vierter                     | Jörg Jaksche                | + 1:29 min                  |
| Fünfter                     | Cadel Evans                 | + 1:53 min                  |
| Sechster                    | Tadej Valjavec              | + 3:53 min                  |
| Siebter                     | Fabian Jeker                | + 4:26 min                  |
| Achter                      | Marzio Bruseghin            | + 5:07 min                  |
| Neunter                     | Saul Raisin                 | + 6:03 min                  |
| Zehnter                     | Patrik Sinkewitz            | + 6:30 min                  |
| Punktewertung               | Daniele Bennati             | 101 P.                      |
| Zweiter                     | Jörg Jaksche                | 60 P.                       |
| Dritter                     | Levi Leipheimer             | 54 P.                       |
| Bergwertung                 | Levi Leipheimer             | 25 P.                       |
| Zweiter                     | Cadel Evans                 | 22 P.                       |
| Dritter                     | Markus Fothen               | 21 P.                       |
| Teamwertung                 | Liberty Seguros-Würth       | 112:33:56 h                 |
| Zweiter                     | Team Gerolsteiner           | + 3:40 min                  |
| Dritter                     | Davitamon-Lotto             | + 7:49 min                  |

Die 7. Deutschland Tour fand vom 15. bis 23. August 2005 statt. Sie wurde in neun Etappen über eine Distanz von 1.529,7 Kilometern ausgetragen.
Durch die neu geschaffene UCI ProTour startete die Rundfahrt nicht mehr Anfang Juni, sondern mitten im August. Zudem wurde die Rundfahrt um zwei weitere Etappen erweitert, damit das Rennen attraktiver wurde.
Ab dem 17. August gab es eine deutschland tour begleitende Jedermann-Veranstaltung: Die Giant-Tour ging über sieben Etappen – jeweils waren zwischen 30 und 105 Kilometer zu bewältigen.

## Verlauf
Als schwierigste Etappe galt jene von Kufstein nach Sölden, deren Strecke gänzlich in Österreich lag. Nach der Überquerung des Kühtai (2.017 m) folgte der durchschnittlich 10 % steile Schlussaufstieg von Sölden zum Rettenbachferner. Das Ziel befand sich auf einer Höhe von 2.684 Metern; dies war zugleich die höchstgelegene Bergankunft der UCI ProTour 2005. Weitere schwere Teilstücke waren die fünfte Etappe mit dem Arlbergpass (1.793 m), sowie die siebte Etappe mit dem Notschrei (1.119 m) und der Bergankunft auf dem Feldberg (1.280 m).
Bereits auf der ersten Etappe erreichte Bram Tankink das Ziel als Solist und sicherte sich das Gelbe Trikot. Die folgenden Etappen konnten dann aber die Sprinter Filippo Pozzato und Daniele Bennati zu ihren Gunsten entscheiden. Auf der vierten Etappe legte der Amerikaner Levi Leipheimer vom Team Gerolsteiner den Grundstein für seinen Gesamtsieg, als er sich am Schlussanstieg, dem Rettenbachferner von seinem Teamkollegen Georg Totschnig und Jan Ullrich lösen konnte und siegte. Auf den beiden folgenden Etappen siegten wiederum Bennati im Sprint des Hauptfeldes und Maxim Iglinski mit einem Ausreißversuch. Auf der siebten Etappe hinauf zum Feldberg manifestierte Leipheimer seine Spitzenposition. Im folgenden Einzelzeitfahren konnte Ullrich Leipheimer erstmals schlagen, jedoch reichte sein Vorsprung von 55 Sekunden nicht, um ihm den Sieg noch zu entreißen. Wie sich später herausstellte, siegte Ullrich trotz eines falsch montierten Vorderrades. Auf der Abschlussetappe gewann Bennati zum dritten Mal.

## Etappen

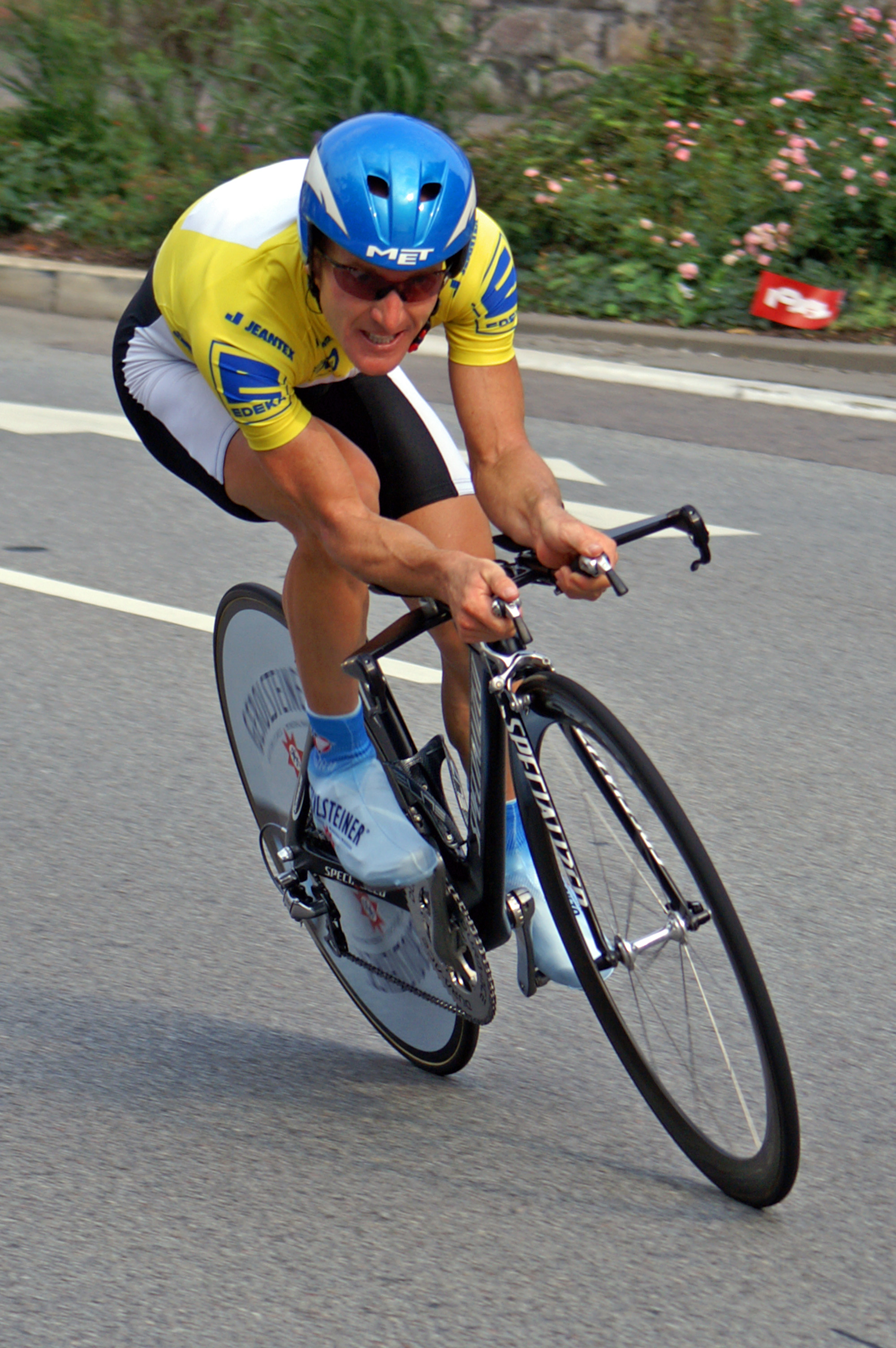
Levi Leipheimer im Einzelzeitfahren

| Etappe    | Tag        | Start – Ziel                               | km         | Etappensieger   | Gesamterster    |
| --------- | ---------- | ------------------------------------------ | ---------- | --------------- | --------------- |
| 1. Etappe | 15. August | Altenburg – Plauen                         | 164,2      | Bram Tankink    | Bram Tankink    |
| 2. Etappe | 16. August | Pegnitz – Bodenmais                        | 199,3      | Filippo Pozzato | Bram Tankink    |
| 3. Etappe | 17. August | Bodenmais – Kufstein (AUT)                 | 227,3      | Daniele Bennati | Bram Tankink    |
| 4. Etappe | 18. August | Kufstein – Sölden (Rettenbachferner) (AUT) | 171,6      | Levi Leipheimer | Levi Leipheimer |
| 5. Etappe | 19. August | Sölden – Friedrichshafen                   | 219,2      | Daniele Bennati | Levi Leipheimer |
| 6. Etappe | 20. August | Friedrichshafen – Singen                   | 171,3      | Maxim Iglinski  | Levi Leipheimer |
| 7. Etappe | 21. August | Singen – Feldberg                          | 177,7      | Cadel Evans     | Levi Leipheimer |
| 8. Etappe | 22. August | Ludwigshafen – Weinheim                    | 31,1 (EZF) | Jan Ullrich     | Levi Leipheimer |
| 9. Etappe | 23. August | Bad Kreuznach – Bonn                       | 168,0      | Daniele Bennati | Levi Leipheimer |

### Etappendetails

#### 1. Etappe
- Sprintwertungen bei km 43,0 und km 145,9
- Bergwertungen bei km 86,3 (Kat. 3) und km 117,3 (Kat. 3)
- Streckenverlauf: Altenburg – Zwickau – Schneeberg – Stützengrün – Mylau – Greiz – Netzschkau – Plauen

#### 2. Etappe
- Sprintwertungen bei km 53,3 und km 151,4
- Bergwertungen bei km 177,3 (Kat. 2) und 190,3 (Kat. 2)
- Streckenverlauf: Pegnitz (Stadt) – Amberg – Markt Schwarzenfeld – Neunburg – Cham (Oberpfalz) – Kötzting – Grafenwiesen – Markt Lam – Scheiben – Bretterschachten – Bodenmais

#### 3. Etappe
- Sprintwertungen bei km 122,7 und bei km 198,4
- Bergwertung bei km 191,6 (Kat. 3)
- Streckenverlauf: Bodenmais – Teisnach – Deggendorf – Plattling – Markt Eichendorf – Markt Arnstorf – Eggenfelden – Neuötting – Trostberg – Gstadt – Aschau – Ebbs – Kufstein

#### 4. Etappe
- Sprintwertungen bei km 14,2 und bei km 75,7
- Bergwertungen bei km 109,7 (HC), bei km 130,6 (Kat. 3) und bei km 171,6 (HC)
- Streckenverlauf: Kufstein – Brixlegg – Schwaz – Wattens – Hall in Tirol – Innsbruck – Gries – Kühtai – Oetz – Tumpen – Au – Sölden – Rettenbachferner

#### 5. Etappe
- Sprintwertungen bei km 132,4 und 192,8
- Bergwertung bei km 97,9 (Kat.1)
- Streckenverlauf: Sölden – Oetz – Imst – Landeck – Arlbergpass – Dalaas – Bludenz – Satteins – Dornbirn – Lochau – Lindau (Bodensee) – Kressbronn am Bodensee – Friedrichshafen

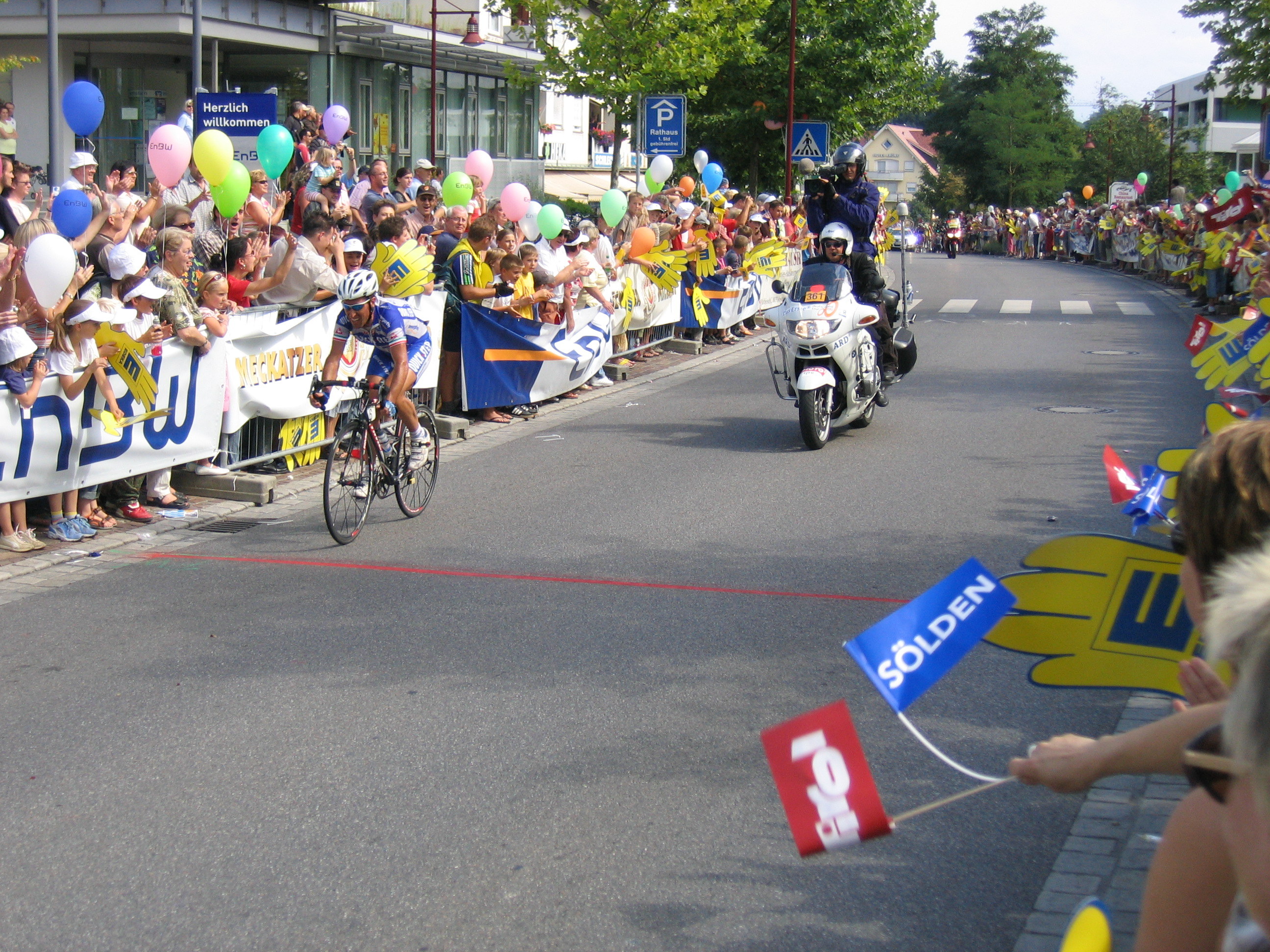
Der führende Christian Moreni beim Prämiensprint in Kressbronn am Bodensee
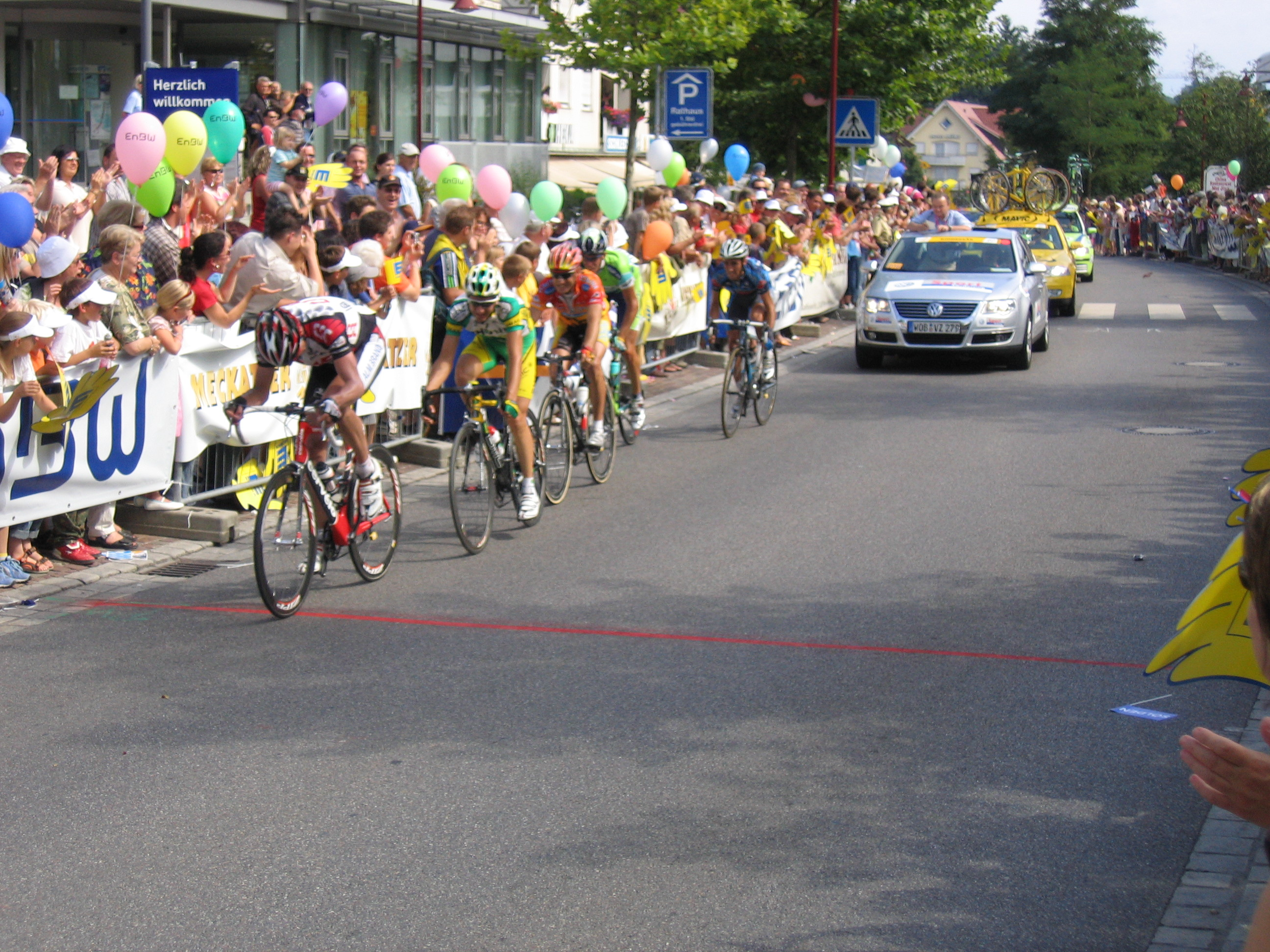
Die Verfolger: Jens Voigt, Johann Tschopp, Alessandro Bertolini, Dario David Cioni und Carlos Barredo (von links)
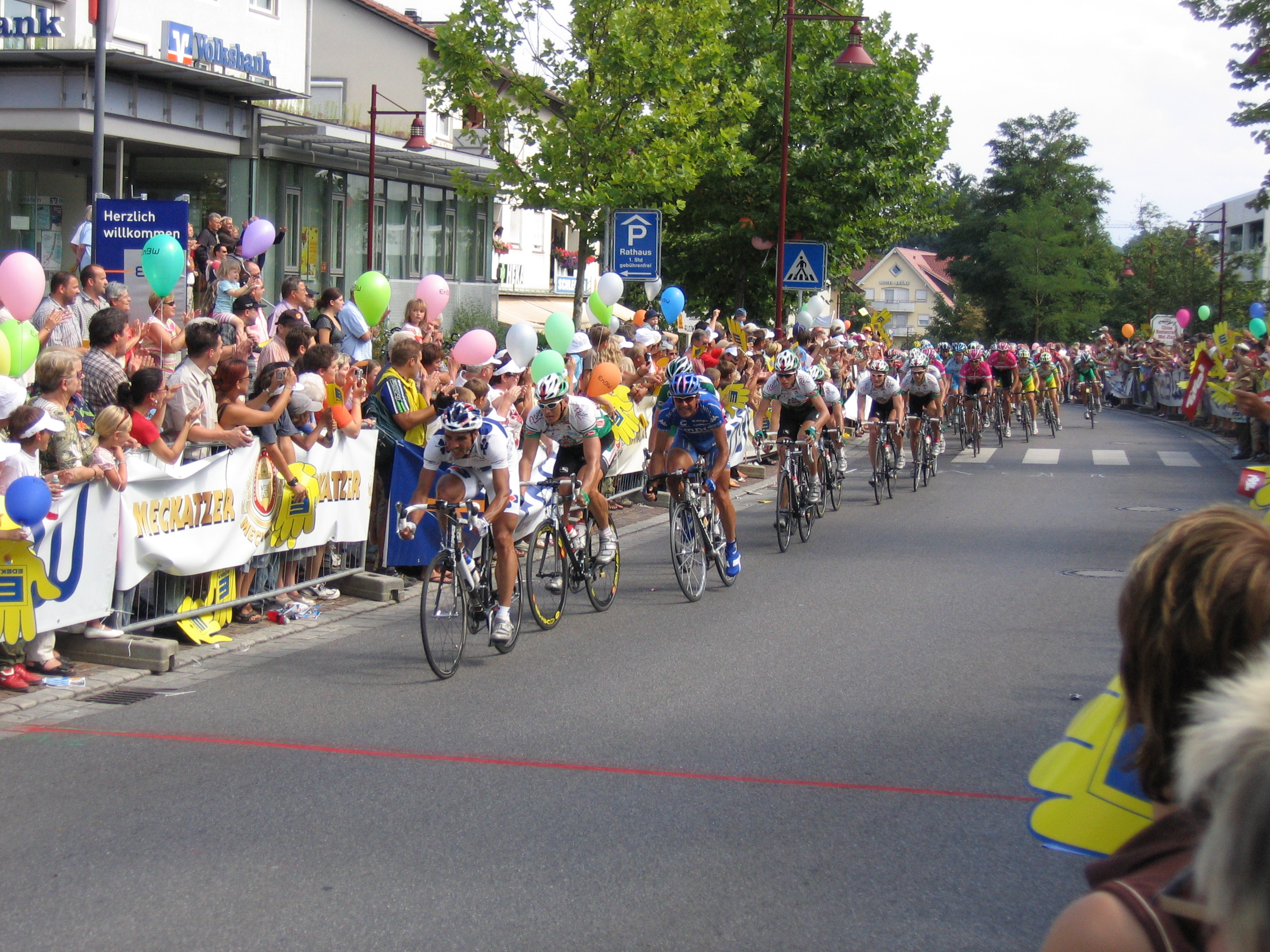
Das Hauptfeld bei der Ortsdurchfahrt Kressbronns

#### 6. Etappe
- Sprintwertungen bei km 75,4, bei km 105,1 und bei km 130,5
- Bergwertungen bei km 29,8 (Kat. 2), bei km 94,9 (Kat. 3) und bei km 135,7 (Kat. 3)
- Streckenverlauf: Friedrichshafen – Markdorf – Leustetten – Heiligenberg – Herdwangen – Stockach – Aach – Singen – Hohentwiel – Weischingen – Aach – Singen – Hohentwiel – Weischingen – Aach – Singen

#### 7. Etappe
- Sprintwertungen bei km 82,3 und bei km 140,8
- Bergwertungen bei km 38,8 (Kat. 3), bei km 158,0 (Kat. 1) und bei km 177,7 (Kat. 1)
- Streckenverlauf: Singen – Tengen – Blumberg – Ewattingen – Schluchsee – Altglashütten – Titisee – Eisenbach – Urach – St. Märgen – Stegen – Notschrei – Todtnau – Feldberg

#### 8. Etappe

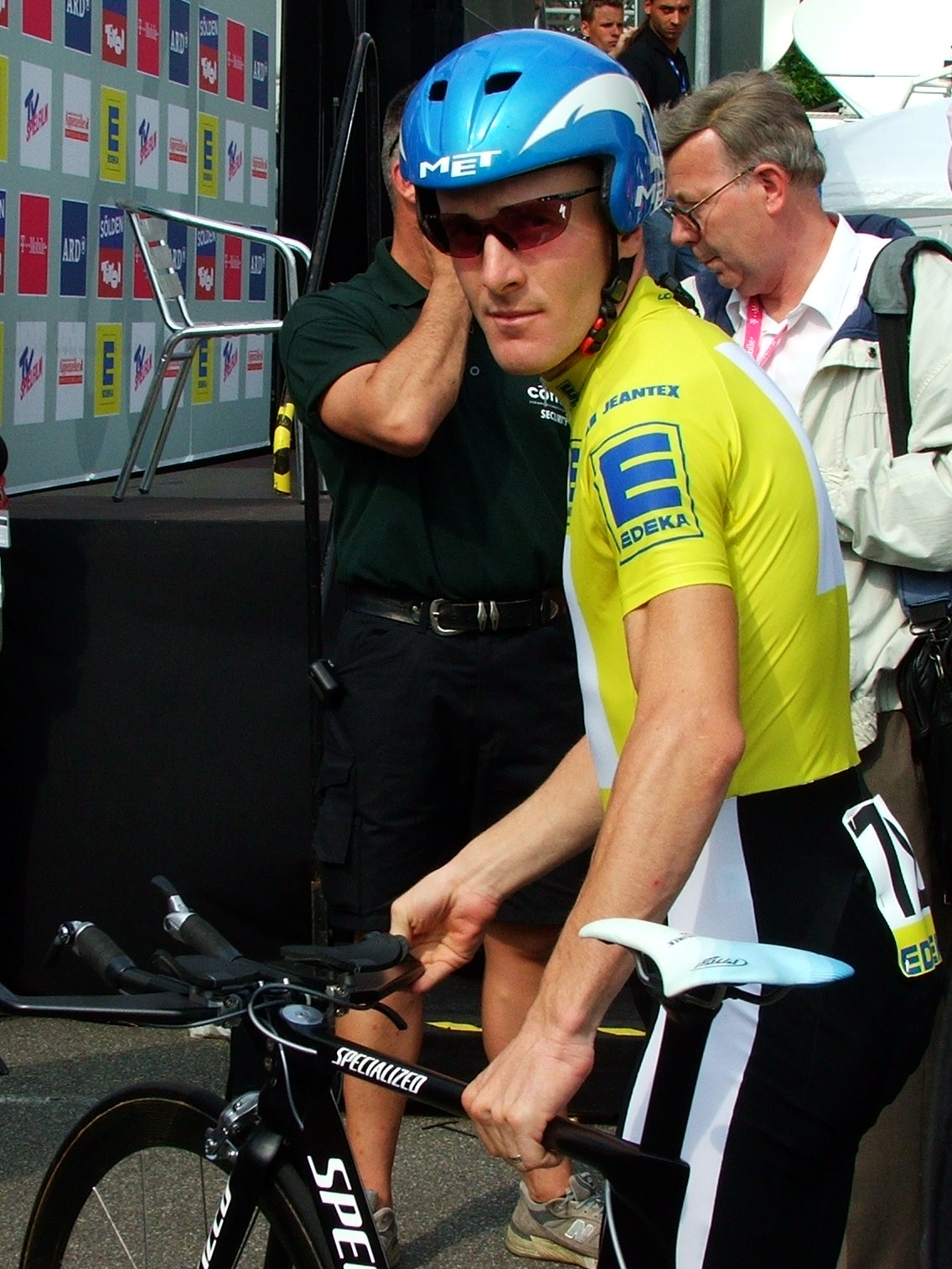
Vor dem Einzelzeitfahren bei der Deutschland Tour 2005

- Streckenverlauf des Einzelzeitfahrens: Ludwigshafen am Rhein – Mannheim – Heddesheim – Hohensachsen – Weinheim

#### 9. Etappe
- Sprintwertungen bei km 76,9, bei km 98,8 und bei km 141,4
- Bergwertung bei km 86,7 (Kat. 3)
- Streckenverlauf: Bad Kreuznach – Bingen – Bacharach – Oberwesel – St. Goar – Boppard – Brey – Koblenz – Andernach – Remagen – Bonn